# Ноћ ловца
Ноћ ловца (енгл. The Night of the Hunter) је амерички ноар трилер из 1955. године, режисера Чарлса Лотона, са Робертом Мичамом, Шели Винтерс, Лилијан Гиш и Билијем Чејплином у главним улогама. Сценарио Џејмса Ејџија заснован је на истоименом роману Дејвиса Граба из 1953. године. Радња се фокусира на лажног свештеника серијског убицу који шармира удовицу како би се дочепао 10.000 долара које је њен покојни муж украо из банке и сакрио.
Роман и филм ослањају се на истиниту причу о Харију Пауерсу, који је обешен 1932. због убиства две удовице и троје деце у Кларксбургу, Западна Вирџинија. Лирски и експресионистички стил филма, што су иначе карактеристичне технике немих филмова, издваја га од осталих холивудских остварења 1940-их и 1950-их, а утицао је и на касније режисере као што су Рајнер Вернер Фасбиндер, Роберт Алтман и Мартин Скорсезе.
Наишао је на негативне критике када је објављен. Међутим, његова репутација се у каснијим деценијама значајно поправила и данас се сматра једним од најбољих филмова свих времена. Конгресна библиотека га је изабрала за чување у Националном регистру филмова Сједињених Држава 1992. године. Утицајни француски филмски часопис Cahiers du Cinéma изабрао га је 2008. за други најбољи филм свих времена, иза Грађанина Кејна. Упркос каснијем признању, негативна реакција на премијеру филма учинила га је јединим дугометражним филмом Чарлса Лотона у улози режисера.

## Радња
У Западној Вирџинији за време Великој депресије, велечасни Хари Пауел је мизогинистички серијски убица и самопроглашени проповедник који путује дуж реке Охајо, оправдавајући убиства удовица које је оженио због њиховог новца, као да ради Божије дело. Након што је стигао у мали град неко време након свог последњег убиства, Пауел је ухапшен због вожње украденог аутомобила и служи 30 дана у затвору Маундсвил. Тамо дели ћелију са Беном Харпером, сиромашним оцем двоје деце који је убио двојицу људи у пљачки банке и украо 10.000 долара како му деца не би гладовала. Док се полиција спремала да га ухвати, Харпер је натерао своју децу, Џона и Перл, да обећају да никада неће открити где је сакрио новац. Упркос Пауеловим покушајима да је извуче информацију из њега, Харпер носи тајну у гроб.
Након пуштања на слободу, Пауел одлази у Харперов мали родни град, где очарава мештане и удвара се Харперовој удовици, Вили, конобарици у ресторану Волтера Спуна и његове супруге Ајси. Преко ноћи Пауел успева да придобије поверење града и ожени се Вилом; само Џон остаје инстинктивно неповерљив. Пауел чује како Џон случајно открива да зна где се налази новац када подсети Перл на њихово обећање. Вила се заварава да се Пауел оженио њом да би искупио њену душу, и почиње да проповеда заједно са њим, чак и игноришући Пауела који прети Перл уколико му не открије где се налази новац.
Пауел убрзо потом убија Вилу, баца њено тело у реку и шири причу да је напустила своју породицу ради грешног живота. Пауел наставља да прети деци пре него што сазна да је новац сакривен у Перлиној лутки. Док пеца, Берди Стептоу, старији пријатељ породице, открива Вилино тело, али не жели да то пријави полицији у страху да ће бити оптужен за убиство.
Деца беже од побеснелог Пауела и покушавају да потраже уточиште код Бердија, који се напио и не може да им помогне. Они користе очев мали чамац да побегну низ реку и на крају проналазе уточиште код Рејчел Купер, жилаве старице која се брине о напуштеној деци.
Пауел их прати, али Рејчел прозрева његове лажи и отера га са свог имања пушком. Пауел прети да ће се вратити када падне мрак, и то ради. Током целоноћног сукоба, Рејчел упуца Пауела и он бежи у њену шталу. Она позива државну полицију, која стиже и хапси Пауела због убиства Виле. Џон се сломи током Пауеловог хапшења, сећајући се судбине свог оца. Он га помахнитало удара лутком, током чега новац испада из ње.
Током Пауеловог суђења, Џон поново сматра Пауела за свог оца и не може да се натера да сведочи против њега. Након Пауелове пресуде, Рејчел одводи Џона и осталу децу док растројена Ајси предводи гомилу за линчовање ка полицијској станици. Пауел је испраћен назад на сигурно тачно на време, али затворски џелат обећава да ће га ускоро поново видети. Џон и Перл тада проводе први Божић заједно са Рејчел и њиховом новом породицом.

## Улоге
| Глумац          | Улога                |
| --------------- | -------------------- |
| Роберт Мичам    | велечасни Хари Пауел |
| Шели Винтерс    | Вила Харпер          |
| Лилијан Гиш     | Рејчел Купер         |
| Били Чејпин     | Џон Харпер           |
| Сали Џејн Брус  | Перл Харпер          |
| Џејмс Глисон    | „Берди” Стептоу      |
| Евелин Варден   | Ајси Спун            |
| Дон Бедо        | Волт Спун            |
| Питер Грејвс    | Бен Харпер           |
| Глорија Кастиљо | Руби                 |
| Пол Брајар      | Барт                 |

## Продукција
Ово је био једини филм који је режирао глумац Чарлс Лотон. Лотон је раније режирао представе на Бродвеју, од којих је већину продуцирао његов пријатељ Пол Грегори.

### Развој
Харолд Метсон, књижевни агент, послао је копију романа Дејвиса Граба Ноћ ловца Полу Грегорију. Послао је књигу и Лотону, коме се допала и описао ју је као „ кошмарну причу о мајци гусци”. Лотон је контактирао Граба и њих двојица су се одмах одлично сложили. Отпутовао је у Филаделфију, где је Граб живео, и провели су пет дана разговарајући о идејама за филм. Граб је студирао уметност на колеџу, па је понудио да нацрта скице као облик инспирације. Лотон је волео цртеже, а многи од њих су искоришћени у сценарију филма.
У почетку се разматрало да сам Граб напише сценарио, али је студио желео да ангажује некога са искуством у писању филмова. Џејмс Ејџи је ангажован као сценариста јер је био са Југа и имао искуства у писању о Великој депресији. Ејџи је почео да пише сценарио у априлу 1954, а завршио у јуну исте године, али његов сценарио је имао 293 странице, што је било предугачко за дугометражни филм. Лотон је направио значајне преправке сценарија, а његова верзија је коришћена за снимање, иако је инсистирао да Ејџи буде потписан као једини сценариста. Оригинални Ејџијев сценарио завршио се снимком дечијих лица која лебде међу звездама, што је идеја која је на крају пребачена на почетак филма. Током 1954. Грегори је радио са Америчком филмском асоцијацијом на измени сценарија како би се ускладио са смерницама Продукцијског кодекса. Било је много забринутости у вези приказивања проповедника као зле особе, а Грегори се потрудио да лик Пауела не изгледа као прави, рукоположени свештеник. На крају је сценарио одобрен, али протестантске групе које су прочитале сценарио наставиле су да се противе продукцији филма.
Припремајући се за снимање, Лотон је проучавао неме филмове гледајући њихове оригиналне нитратне отиске, укључујући Рађање једне нације, Нетрпељивост и Четири јахача апокалипсе. Желео је да „врати моћ немих филмова у звучне филмове”.
Буџет филма је био нешто испод 600.000 долара, од чега је око 75.000 долара било за права адаптације романа.

### Кастинг
Лотонова почетна идеја након читања романа била је да себи да улогу проповедника, али Грегори га је убедио да ниједан студио не би финансирао филм осим ако не би изаберао неког другог. Он углавном није држао традиционалне аудиције за глумце; једноставно се састао са њима да би стекао осећај њихове личности и видео да ли су прави за ту улогу.
Лотон је размишљао о избору Гарија Купера за Харија Пауела, али Купер није прихватио ту улогу јер је мислио да би она могла бити штетна за његову каријеру. Џон Карадин је изразио интересовање за улогу велечасног, као и Лоренс Оливије, али његов распоред није био слободан две године. Роберт Мичам је желео улогу проповедника. Када је био на аудицији, тренутак који је посебно импресионирао Чарлса Лотона био је када је Лотон описао лик као „ђаволско говно”, а Мичам је одмах одговорио „Присутан!” Лотону се допао Мичам за улогу делимично због његове сексуалне личности, али је Граб био забринут због тога што је лик проповедника сматран сексуалним. Лотон му је рекао: „Ако желиш да продаш Бога, мораш бити секси.”
Агнес Мурхед, Грејс Кели и Бети Грејбл разматране су за улогу Виле Харпер. На крају је Лотон одабрао Шели Винтерс јер је сматрао да она има рањив квалитет и да је више озбиљна глумица него филмска звезда; она је добила улогу само две недеље пре почетка снимања. У својим мемоарима из 1989. Винтерсова је ово описала као „вероватно најпромишљенији и најуздржанији наступ који сам икада дала”.
Лотонов први избор за улогу Рејчел Купер била је његова супруга Елса Ланчестер. Џејн Дарвел и Луиз Фазенда су такође биле разматране. Ланчестерова је, из разлога непознатих Лотону, одбила улогу, уместо тога му предложивши звезду немих филмова Лилијан Гиш. Сумњиви Лотон је отишао у Њујорк да би гледао филмове у којима је Гишова глумила. Међу њима су били и кратки и дугометражни филмови које је снимила са Дејвидом В. Грифитом. Гишова је сазнала да је он гледао ове старе филмове, а када га је питала зашто, он је одговорио: „Када сам први пут отишао у биоскоп, сви су седели на својим седиштима усправно и нагнули се напред. Након тога су поклекнули, забачених глава, и јели слаткише и кокице. Желим да поново седе усправно.”

### Снимање
Филм је сниман од 15. августа до 7. октобра 1954. године; укупно 36 дана снимања. Лотон је држао монтажера и музичког композитора на сету током снимања, што је у то време било веома неуобичајено. Мичам је првобитно предложио Лотону да снима филм на аутентичним локацијама на Апалачима, али редитељ није могао да приушти буџет за снимање на локацији. Осим тога, желео је да створи јединствен изглед филма на холивудским звучним сценама и пронашао је оно што је тражио у разним студијима у долини Сан Фернандо. Одређени снимци у одсеку и композитни снимци направљени су у Западној Вирџинији. Лотон је ангажовао Терија Сандерса као редитеља друге јединице како би извиђао и снимао сцене реке јер је недавно режирао кратки филм A Time Out of War, награђен Оскаром, који се углавном одвијао на реци.
Уместо да снима традиционалним кадровима, Лотон је дао екипи само клапу на почетку сваког колута филма и пустио је камеру да непрекидно снима док се колут не би потрошио. Ово је чинио да би могао да режира глумце без чекања да ресетује камеру и звучну опрему, за разлику од начина на који су се режирали неми филмови. Шели Винтерс је рекла Лотону да има слику о Вили као о „муви фасцинираној пауком, и да она врло радо улази у његову мрежу”. Свидела му се ова слика и рекао јој је да то каналише у наступ. Мичамов наступ у филму описан је као брехтовска глума, са којом је Лотон имао велико искуство. Према речима Лилијан Гиш, Лотон је био веома несигуран у себе на снимању јер му је ово био први пут да режира филм, а када би му неко дао предлог, почео би да прича о страховима да је цела његова визија погрешна. Лотонов стил режије је подржавао и уважавао допринос глумаца, а неколико њих је изјавило да им је овај филм био међу омиљеним професионалним искуствима.
Директор фотографије био је Стенли Кортез, који је снимио и филм Орсона Велса из 1942. Величанствени Амберсонови. Пошто је Лотон имао врло мало искуства у раду са филмом, Кортез би посетио његову кућу како би објаснио различите концепте сочива камере, висине камере и какав је ефекат давао сваки од њих. Лотон је рекао Кортезу да су их нитратне верзије немих филмова које је гледао ради истраживања импресионирале колико оштро изгледају, па је замолио Кортеза да створи исту оштрину за Ноћ ловца. Студио је довео већину екипе из недавног филма Црни уторак јер су тако добро сарађивали, а Кортез је експериментисао са новим црно-белим Kodak Tri-X филмом на тој продукцији, са одличним резултатима. Одабрао је да сними одређене сцене овог филма на овом филму јер је имао оштар контраст који би помогао да се испуни Лотонова визија. Студио је међутим покушао да их убеди да снимају на филму у боји, јер су сматрали да ће продати више карата. Грегори се борио да филм остане црно-бели: „Нисам могао да видим овај филм у боји.” Стил кинематографије је био подељен између две јединице: прва јединица екипе снимала је сцене у и око куће Харперових, које су биле веома мрачне, док је друга јединица снимала сцене путовања дуж реке, које су дизајниране да више личе на слике из перспективе деце. Једна сцена о којој је Кортез посебно говорио је она у спаваћој соби након што је Вила чула како Пауел прети деци. Ову сцену је осветлио ореолом светлости који окружује Вилину главу на јастуку, наговештавајући да је њена смрт неминовна. Кортез је такође употребио „ајрис снимак” у једној сцени, као омаж немим филмовима.
Лотон се ослањао на оштар, угаони изглед немачких експресионистичких филмова из 1920-их, што је посебно приметно у уметничкој режији Хиљарда Брауна. Он је имао идеју да деца примећују само одређене детаље свог окружења на које су усредсређена, због чега су неке сценографије помало апстрактне и минималне: неонска светла која нису везана за одређену продавницу, бела ограда која не окружује ниједну кућу, шталу уз реку која личи на слику и родитељску спаваћу собу налик на капелу. Све сцене реке са децом су снимљене на звучној сцени. Кадар Џона који гледа кроз прозор штале и види Пауелову силуету на хоризонту направљен је помоћу ниске особе и минијатурног коња. Подводна сцена која приказује Вилин леш снимљена је у студију помоћу лутке са прилагођеном маском како би изгледала као Винтерсова.

### Постпродукција
Монтажер филма, Роберт Голден, изјавио је да је након што је први пут приказао комплетан филм једном од руководилаца студија United Artists, он је рекао Голдену: „Превише је уметнички”.

## Музика
Филмска музика, коју је компоновао и аранжирао Волтер Шуман у блиској сарадњи са Лотоном, садржи комбинацију носталгичних и експресионистичких оркестарских одломака. Филм укључује две оригиналне Шуманове песме: „Lullaby” (коју пева Кити Вајт, коју је Шуман открио у ноћном клубу) и „Pretty Fly” (првобитно певала Сели Џејн Брус као Перл, али је касније синхронизовала глумица Бети Бенсон). Понављајућа музичка тема укључује проповедника који најављује своје присуство певањем традиционалне химне „Leaning on the Everlasting Arms”. RCA Records је био импресиониран партитуром, па су 1955. објавили саундтрек са Шумановом музиком и Лотоном који је био наратор скраћене верзије приче, коју је такође написао Граб.

## Објављивање
Филм је премијерно приказан 26. јула 1955. у Де Мојну, током посебног догађаја за прикупљање новца за YMCA у Грегоријевом родном граду, који је укључивао параду и емитовање у емисији The Tonight Show. Касније је премијеру имао у Лос Анђелесу 26. августа 1955. и у Њујорку 29. септембра 1955. године.
Да би промовисао филм, Los Angeles Herald-Express је серијализирао сценарио филма током априла 1955. године. Филм је такође добио опсежну промотивну кампању од стране студија, који није био сигуран који је најбољи начин да га промовише, јер није спадао ни у један типичан филмски жанр, а промотивни материјал није давао добар осећај о чему се у филму ради. Међутим, једна од реклама за филм је добила награду за улазак у топ 50 најбољих реклама 1954. од Америчког института за графичку уметност. Према Полу Грегорију: „Апсолутно никакав новац није потрошен на промоцију... United Artists није имао снагу, жељу или интелигенцију да се носи са филмом.” Првобитно је имао идеју да изда филм у „road show” стилу, заустављајући се у одређеним градовима који су били упознати са Лотоновим представама, али није могао убедити студио.
Римокатоличка бискупија у Шајену одбила је објављивање филма, а Грегори је желео да састави тужбу против њих, али студио му то није дозволио.

## Пријем

### У време издања
Филм се показао као тотални промашај и код публике и код критичара током свог првобитног издања, а Лотон никада није режирао још један филм. Босли Краутер из The New York Times-а назвао је филм „чудним и интригантним подухватом”, додајући: „нажалост, причу и тезу коју је изнео г. Граб, г. Лотон је морао да изведе до краја — и ту је погрешио. Јер еволуција мелодраме, након што угрожена, уплашена деца беже од куће, улази у тај алегоријски контраст сила зла и добра.” Џин Арнил из Variety-ја је резимирао: „Немилосрдни терор романа Дејвиса Граба побегао је од Пола Грегорија и Чарлса Лотона у њиховој адаптацији Ноћи ловца. Овај почетак за Грегорија као продуцента и Лотона као редитеља био је богат обећањима, али завршени производ, понекад очаравајући, губи трајни погон због превише необичних додира који имају магловит ефекат.” Harrison's Reports је написао: „Филм би могао имати неко обећање за оне који патронизирају уметничке куће у потрази за необичним у филмској понуди, али велика већина оних који га виде ће на њега гледати као на испрекидано монтирану, магловиту мелодраму препуну магловитих ликова.” Life је сумирао: „Ако се филм понекад превише напреже да буде једноставан и на крају буде претенциозан, он је и даље један од најзанимљивијих и најпровокативнијих филмова године.”
Легија пристојности дала је филму оцену Б јер је деградирао брак, а Протестантски филмски савет оценио га је „непримереним”, рекавши да би се свака религиозна особа њиме увредила. Филм је такође забрањен у Мемфису, Тенеси, од стране градског шефа цензуре Лојда Бинфорда. Велика Британија је филму дала рејтинг „само за одрасле”.
Филм је снимљен црно-бело у стиловима и мотивима немачког експресионизма (бизарне сенке, стилизовани дијалози, изобличене перспективе, надреалистички сетови, необични углови камере) како би се створило поједностављено и узнемирујуће расположење које одражава злокобни лик Пауела, страхови деце и сласт њихове спаситељице Рејчел. Због визуелног стила и тема филма, често се категорише као филм ноар.
Лотон је лично схватио комерцијални неуспех свог првог филма и никада није покушао да направи други филм.

### Савремени
У време објављивања, филм је добио помешане критике, али је током година поново је процењен и сада се сматра неоспорним класиком. Почео је као култни филм, са малом групом обожавалаца, и редовно се приказивао у музејима и у старинским кућама. Његова популарност је расла како је нова генерација деце била изложена филму када се приказивао на телевизији. Седамдесетих година 20. века, када је поље филмске критике почело да се шири, написано је много чланака о филму.
Роџер Иберт је написао: „Ово је један од најстрашнијих филмова, са једним од најнезаборавнијих негативаца, и на оба та поља, он се држи... и после четири деценије.”
Филм је смештен на 90. место листе 100 најстрашнијих филмских тренутака канала Bravo. На листи 100 најлепших филмова из 2007. године, Cahiers du cinéma је Ноћ ловца сврстао на 2. место. Филм се налази међу првих десет на листи Британског филмског института од 50 филмова које треба видети од 14. године. Године 2008. часопис Empire га је рангирао као 71. најбољи филм свих времена у свом издању 500 најбољих филмова свих времена.
Године 1992, Конгресна библиотека Сједињених Америчких Држава оценила је Ноћ ловца као „културолошки, историјски или естетски значајан” и одабрала је филм за чување у свом Националном регистру филмова. На сајту Rotten Tomatoes, филм има рејтинг одобравања од 93% на основу 80 рецензија, са просечном пондерисаном оценом од 9,10/10. Критички консензус сајта гласи: „Ноћ ловца је узнемирујући поглед на добро и зло, уз запањујућу гулуму Роберта Мичама као проповедника ловца на децу”.
Признања Америчког филмског института:
- 100 година АФИ-ја... 100 трилера – #34
- 100 година АФИ-ја... 100 хероја и негативаца – Велечасни Хари Пауел – Негативац #29

Марк Калахан, певач аустралијског бенда The Riptides, пародирао је Мичамов лик у музичком споту за песму из 1982. године, Hearts And Flowers.
Говор велечасног Харија Пауела о љубави и мржњи постао је незабораван тренутак у историји филма. У филму Спајка Лија из 1989. Уради праву ствар, Радио Рахим носи боксере на којима пиша „љубав” и „мржња” на обе руке и држи говор који је скоро дословна копија Пауеловог.
Браћа Коен су правила референце на Ноћ ловца у неколико својих филмова, укључујући Великог Лебовског (реплика „Тип издржава”, која је ехо Рејчелине завршне реченице „Они остају, и они издржавају”) и Човека званог храброст (визуелни стил Рустерове ноћне вожње са Мети, који је сличан оном са Џоновог и Перлиног путовања реком, и коришћење музике Leaning on the Everlasting Arms).
У епизоди „Fall” телевизијске серије Боље позовите Сола, Ноћ ловца је приказана на телевизији у дому за пензионере док протагониста серије Џими Макгил покушава да превари своје бројне клијенте. Гестови рукама велечасног Пауела током његовог говора „десна рука, лева рука” супротстављени су сличним гестовима које је направио Џими, наглашавајући његову харизматичну, али дволичну природу.
У филму Жена која обећава из 2020. године, снимак из Ноћи ловца се приказује у сцени у којој родитељи главне јунакиње гледају ТВ на каучу. У каснијој сцени, песма „The Pretty Fly”, из саундтрека филма Ноћ ловца, свира након што протагонисткиња дође до узнемирујућег открића.

## Кућни медији
Филм је на DVD-у издао MGM Home Entertainment 2000. године. Дана 16. новембра 2010. филм је на Blu-ray и DVD форматима објавио The Criterion Collection у сарадњи са архивом Универзитета Калифорније. Међу осталим додатним материјалом које је ово издање укључивало били су различити интервјуи са глумцима и екипом, заједно са појављивањем глумачке екипе у Емисији Еда Саливана у извођењу избрисане сцене из филма и двоипочасовног документарца Чарлс Лотон режира „Ноћ ловца”.

## Сродни радови
Године 1974, филмски архивисти Роберт Гит и Ентони Слајд преузели су неколико кутија фотографија, скица, меморандума и писама у вези са филмом од Лотонове удовице Елсе Ланчестер за Амерички филмски институт. Ланчестерова је такође дала Институту преко 80.000 стопа исечака са снимања. Године 1981, овај материјал је послат у UCLA филмску и телевизијску архиву где су у наредних 20 година монтирани у двоипосатни документарац који је премијерно приказан 2002. на UCLA Фестивалу очувања.
Године 1991. изашао је ТВ римејк са Ричардом Чејмберленом у главној улози.
Године 2020. објављено је да Universal Pictures ради на римејку филма смештеним у данашње време, са Метом Ортоном као сценаристом.

## Цитирана дела
- Algar, Nigel (1995), „Moving Pictures: The Night of the Hunter”, The Night of the Hunter (DVD), United States: Criterion Collection, ISBN 9781604653502
- Callow, Simon (2000). The Night of the Hunter. BFI Film Classics. BFI (British Film Institute). ISBN 978-0-851-70822-5.
- Clubb, Issa; Rosas, John Paul (2010), „The Making of 'The Night of the Hunter'”, The Night of the Hunter (DVD), United States: Criterion Collection, ISBN 9781604653502
- Couchman, Jeffrey (2009). The Night of the Hunter: A Biography of a Film. Northwestern University Press. ISBN 978-0-810-12542-1.
- Eagan, Daniel (2010). America's Film Legacy: The Authoritative Guide to the Landmark Movies in the National Film Registry. A&C Black. ISBN 978-0-826-42977-3.
- Jones, Preston Neal (2002). Heaven and Hell to Play With: The Filming of The Night of the Hunter. New York: Limelight Editions. ISBN 0879109742. Приступљено 7. 2. 2020 — преко GoogleBooks.
- Ventura, Claude; Gavron, Laurence (1984), „Stanley Cortez A.S.C.”, The Night of the Hunter (DVD) (на језику: француски), United States: Criterion Collection, ISBN 9781604653502
- Ziegler, Damien: La Nuit du chasseur, une esthétique cinématographique, Bazaar and co, 2008. 160 pages.